# 조조촌 (니가타현 히가시칸바라군)
조조촌(上条村)은 니가타현 히가시칸바라군에 설치되었던 촌이다. 현재의 아가정에 해당한다.